# Polnischer Eishockeypokal 2011/12
Der Polnische Eishockeypokal der Saison 2011/12 (poln. Puchar Polski Hokeja na Lodzie) war die Austragung des Polnischen Eishockeypokals. Die Veranstaltung wurde vom Polnischen Eishockeyverband organisiert.

## Teilnehmer und Modus
An der Austragung des Pokals im Jahre 2011 nahmen alle Mannschaften der aktuellen Liga und ein Vertreter der zweitklassigen I liga teil.
Von den neun teilnehmenden Mannschaften spielten die vier in den drei Gruppen schlechter platzierten in einer Zwischenrunde zwei Teams aus, die das Viertelfinale erreichten. Die vier besser platzierten Mannschaften der Gruppen kamen direkt in das Viertelfinale. Die Mannschaft, die in der Gruppenphase am besten abschnitt, gelangte sofort in das Halbfinale.
Das Turnier wurde nach der Gruppenphase im K.-O.-System weitergeführt. Außer im Finalturnier wurden alle Begegnungen mit Hin- und Rückspiel ausgetragen.
| KS ComArch Cracovia         | Zagłębie Sosnowiec       | Ciarko PBS Bank Sanok                                  |
| KS Nesta Karawela Toruń HSA | GKS Tychy                | MMKS Podhale Nowy Targ                                 |
| Aksam Unia Oświęcim         | JKH GKS Jastrzębie-Zdrój | UHKS Mazowsze / Legia Warszawa (Vertreter der I Liga). |

## Gruppenphase
In der Gruppenphase wurden die Weichen gestellt, welche Mannschaften sich für das Viertelfinale qualifizierten und welche in die Zwischenrunde mussten. Die Mannschaft mit dem besten Ergebnis kam direkt ins Halbfinale.
Die jeweiligen Dritten und der Zweitplatzierte mit dem schlechtesten Ergebnis spielten eine Zwischenrunde.
Rangfolge nach der Gruppenphase: 1. Jastrzębie (9 Pkt.), 2. Oświęcim (9), 3. KH Sanok (9), 4. GKS Tychy (9), 5. Cracovia (6), 6. Podhale Nowy Targ (6), 7. KS Toruń (3), 8. Zagłębie Sosnowiec (3), 9. Legia Warschau (0)

### Gruppe I
| 26. August 2011 18:00 Uhr | Zagłębie Sosnowiec | 2:8 (0:1, 2:3, 0:4) Spielbericht | ComArch Cracovia | Sosnowiec Zuschauer: 299 |

| 2. September 2011 18:00 Uhr | Ciarko PBS Bank Sanok | 5:1 (2:1, 1:0, 2:0) Spielbericht | Zagłębie Sosnowiec | Sanok Arena, Sanok Zuschauer: 1.200 |

| 4. September 2011 17:00 Uhr | ComArch Cracovia | 4:6 (4:0, 0:5, 0:1) Spielbericht | Ciarko PBS Bank Sanok | Adam „Roch“ Kowalski-Eisstadion, Kraków Zuschauer: 200 |

| 6. September 2011 17:00 Uhr | ComArch Cracovia | 4:2 (2:0, 2:1, 0:1) Spielbericht | Zagłębie Sosnowiec | Adam-„Roch“-Kowalski-Eisstadion, Kraków Zuschauer: 150 |

| 11. September 2011 17:00 Uhr | Zagłębie Sosnowiec | 5:0* (4:7) (0:2, 2:3, 2:2) Spielbericht | Ciarko PBS Bank Sanok KH | Sosnowiec Zuschauer: 200 |

| 18. Oktober 2011 18:00 Uhr | Ciarko PBS Bank Sanok | 5:1 (1:0, 2:1, 2:0) Spielbericht | ComArch Cracovia R. Martynowski (26:42) | Arena Sanok, Sanok Zuschauer: 1.200 |

Tabelle Gruppe I
| Platz | Verein                | Sp. | S | N | Tore  | Punkte |
| ----- | --------------------- | --- | - | - | ----- | ------ |
| 1     | Ciarko PBS Bank Sanok | 4   | 3 | 1 | 16:11 | 9      |
| 2     | ComArch Cracovia      | 4   | 2 | 2 | 17:15 | 6      |
| 3     | Zagłębie Sosnowiec    | 4   | 1 | 3 | 10:17 | 3      |

### Gruppe II
| 28. August 2011 17:00 Uhr | MMKS Podhale Nowy Targ | 3:5 (2:0, 0:2, 1:3) Spielbericht | KS Nesta Karawela Toruń HSA | Städtische Eishalle, Nowy Targ Zuschauer: 300 |

| 29. August 2011 16:00 Uhr | MMKS Podhale Nowy Targ | 4:2 (1:1, 2:0, 1:1) Spielbericht | KS Nesta Karawela Toruń HSA | Städtische Eishalle, Nowy Targ Zuschauer: k. A. |

| 5. September 2011 17:00 Uhr | GKS Tychy | 4:0 (1:0, 1:0, 2:0) Spielbericht | MMKS Podhale Nowy Targ | Winterstadion, Tychy Zuschauer: 1.200 |

| 6. September 2011 18:00 Uhr | GKS Tychy | 5:2 (2:0, 3:0, 0:2) Spielbericht | KS Nesta Karawela Toruń HSA | Winterstadion, Tychy Zuschauer: 1.200 |

| 9. September 2011 18:00 Uhr | KS Nesta Karawela Toruń HSA | 1:2 (0:1, 1:1, 0:0) Spielbericht | GKS Tychy | Tor-Tor, Toruń Zuschauer: k. A. |

| 17. Oktober 2011 17:00 Uhr | MMKS Podhale Nowy Targ | 4:1 (2:1, 1:0, 1:0) Spielbericht | GKS Tychy | Städtische Eishalle, Nowy Targ Zuschauer: 500 |

Tabelle Gruppe II
| Platz | Verein                      | Sp. | S | N | Tore  | Punkte |
| ----- | --------------------------- | --- | - | - | ----- | ------ |
| 1     | GKS Tychy                   | 4   | 3 | 1 | 12:07 | 9      |
| 2     | MMKS Podhale Nowy Targ      | 4   | 2 | 2 | 11:12 | 6      |
| 3     | KS Nesta Karawela Toruń HSA | 4   | 1 | 3 | 10:14 | 3      |

### Gruppe III
| 26. August 2011 18:00 Uhr | Aksam Unia Oświęcim | 8:0 (2:0, 5:0, 1:0) Spielbericht | UHKS Mazowsze Legia Warszawa | Auschwitz Zuschauer: 400 |

| 28. August 2011 17:00 Uhr | Aksam Unia Oświęcim | 6:2 (0:0, 3:2, 3:0) Spielbericht | JKH GKS Jastrzębie-Zdrój | Auschwitz Zuschauer: 1.000 |

| 4. September 2011 18:00 Uhr | JKH GKS Jastrzębie-Zdrój | 11:1 (2:1, 6:0, 3:0) Spielbericht | UHKS Mazowsze Legia Warszawa | Jastrzębie-Zdrój Zuschauer: 300 |

| 8. September 2011 18:00 Uhr | UHKS Mazowsze Legia Warszawa | 3:8 (2:1, 0:2, 1:5) Spielbericht | Aksam Unia Oświęcim | Warschau Zuschauer: 250 |

| 11. September 2011 18:00 Uhr | JKH GKS Jastrzębie-Zdrój | 4:1 (4:1, 0:0, 0:0) Spielbericht | Aksam Unia Oświęcim | Jastrzębie-Zdrój Zuschauer: 500 |

| 18. Oktober 2011 19:30 Uhr | UHKS Mazowsze Legia Warszawa | 0:8 (0:2, 0:3, 0:3) Spielbericht | JKH GKS Jastrzębie-Zdrój | Warschau Zuschauer: 100 |

Tabelle Gruppe III
| Platz | Verein                         | Sp. | S | N | Tore  | Punkte |
| ----- | ------------------------------ | --- | - | - | ----- | ------ |
| 1     | JKH GKS Jastrzębie-Zdrój       | 4   | 3 | 1 | 25:08 | 9      |
| 2     | Aksam Unia Oświęcim            | 4   | 3 | 1 | 23:09 | 9      |
| 3     | UHKS Mazowsze / Legia Warszawa | 4   | 0 | 4 | 04:35 | 0      |

## Zwischenrunde
| 8. November 2011 18:00 Uhr | Zagłębie Sosnowiec | 3:2 (0:1, 3:1, 0:0) Spielbericht | KS Nesta Karawela Toruń HSA | Eishalle Sosnowiec, Sosnowiec Zuschauer: 100 |

| 15. November 2011 18:30 Uhr | KS Nesta Karawela Toruń HSA | 5:0 nach Wertung (kein Spiel) Spielbericht | Zagłębie Sosnowiec | Tor-Tor, Toruń |

| 8. November 2011 19:30 Uhr | UHKS Mazowsze Legia Warszawa | 5:8 (2:1, 2:3, 1:4) Spielbericht | MMKS Podhale Nowy Targ | Torwar, Warszawa Zuschauer: k. A. |

| 15. November 2011 18:00 Uhr | MMKS Podhale Nowy Targ | 17:4 (5:3, 8:0, 4:1) Spielbericht | UHKS Mazowsze Legia Warszawa | Miejska Hala Lodowa, Nowy Targ Zuschauer: 300 |

## Viertelfinale

### Turnierplan
|  | Viertelfinale           | Viertelfinale       | Viertelfinale |                       |   | Halbfinale | Halbfinale |  |  | Finale | Finale |
|  |                         |                     |               |                       |   |            |            |  |  |        |        |
|  | MMKS Podhale Nowy Targ  | 3                   | 0             |                       |   |            |            |  |  |        |        |
|  | Ciarko PBS Bank Sanok   | 12                  | 5             |                       |   |            |            |  |  |        |        |
|  | Ciarko PBS Bank Sanok   | 12                  | 5             | Ciarko PBS Bank Sanok | 3 |            |            |  |  |        |        |
|  |                         |                     |               | Ciarko PBS Bank Sanok | 3 |            |            |  |  |        |        |
|  |                         | ComArch Cracovia    | 1             |                       |   |            |            |  |  |        |        |
|  | ComArch Cracovia        | ComArch Cracovia    | 1             | 5                     | 3 |            |            |  |  |        |        |
|  | ComArch Cracovia        |                     |               | 5                     | 3 |            |            |  |  |        |        |
|  | GKS Tychy               | 3                   | 4             |                       |   |            |            |  |  |        |        |
|  | GKS Tychy               | 3                   | 4             | Ciarko PBS Bank Sanok | 3 |            |            |  |  |        |        |
|  |                         |                     |               |                       |   |            |            |  |  |        |        |
|  |                         | Aksam Unia Oświęcim | 2             |                       |   |            |            |  |  |        |        |
|  | JKH GKS Jastrzębie      | Aksam Unia Oświęcim | 2             |                       |   |            |            |  |  |        |        |
|  |                         |                     |               |                       |   |            |            |  |  |        |        |
|  | (direkt qualifiziert)   |                     |               |                       |   |            |            |  |  |        |        |
|  | JKH GKS Jastrzębie      | 1                   |               |                       |   |            |            |  |  |        |        |
|  | JKH GKS Jastrzębie      | 1                   |               |                       |   |            |            |  |  |        |        |
|  |                         | Aksam Unia Oświęcim | 4             |                       |   |            |            |  |  |        |        |
|  | KS Nesta Karawela Toruń | Aksam Unia Oświęcim | 4             | 1                     | 3 |            |            |  |  |        |        |
|  | KS Nesta Karawela Toruń |                     |               |                       | 3 |            |            |  |  |        |        |
|  | Aksam Unia Oświęcim     | 7                   | 7             |                       |   |            |            |  |  |        |        |

### Ansetzungen
| 29. November 2011 18:00 | MMKS Podhale Nowy Targ P. Kmiecik (3:17) B. Bomba (29:00) B. Neupauer (38:27) | 3:12 (1:5, 2:5, 0:2) Spielbericht | Ciarko PBS Bank Sanok P. Drohne (1:00) M. Strzyżowski (2:00) S. Bush (13:00) M. Vozdecký (14:00) M. Mermer (17:00) Z. Kubat (22:00) K. Zapała (24:00) D. Maciejewski (30:00) P. Mojzis (34:00) T. Malasiński (36:00) M. Wilusz (41:00) S. Bush (50:00) | Miejska Hala Lodowa, Nowy Targ Zuschauer: 300 |

|  | Ciarko PBS Bank Sanok | 5:0 nach Wertung (kein Spiel) Spielbericht | MMKS Podhale Nowy Targ |  |

| 29. November 2011 18:30 Uhr | KS Nesta Karawela Toruń HSA W. Jankowski (35:19) | 1:7 (0:1, 1:3, 0:3) Spielbericht | Aksam Unia Oświęcim W. Stachura (6:20) M. Zaťko (23:38) W. Wojtarowicz (33:54) W. Wojtarowicz (37:44) M. Łopuski (44:09) M. Łopuski (49:40) D. Piotrowicz (53:52) | Tor-Tor, Toruń Zuschauer: k. A. |

| 4. Dezember 2011 18:00 Uhr | Aksam Unia Oświęcim M. Zaťko (6:25) M. Jaros (18:53) T. Jurczak (28:00) Jakub Radwan (28:30) L. Říha (35:41) W. Wojtarowicz (41:20) T. Połącarz (46:14) | 7:3 (2:0, 3:3, 2:0) Spielbericht | KS Nesta Karawela Toruń HSA B. Pieniak (24:13) P. Winiarski (29:17) J. Angelica (37:15) | Oswiecim MOSiR Eishalle, Oświęcim Zuschauer: k. A. |

| 30. November 2011 17:00 Uhr | ComArch Cracovia D. Słaboń (8:22) A. Chmielewski (9:14) M. Woźnica (29:01) L. Laszkiewicz (54:27) L. Laszkiewicz (57:10) | 5:3 (2:0, 0:3, 3:0) Spielbericht | GKS Tychy M. Kotlorz (21:51) M. Woźnica (23:51) T. Cieślicki (45:31) | Adam "Rocha" Kowalski-Eisstadion, Kraków Zuschauer: 300 |

| 4. Dezember 2011 17:00 Uhr | GKS Tychy K. Majkowski (17:48) B. Ciura (39:59) T. Da Costa (53:31) R. Galant (58:30) | 4:3 (1:0, 1:2, 2:1) Spielbericht | ComArch Cracovia P. Wajda (25:35) N. Sucharski (36:12) A. Chmielewski (48:19) | Winter Stadion, Tychy Zuschauer: k. A. |

## Finalturnier
Die Halbfinalspiele und das Finale wurden in einer Endrunde in der Arena in Sanok an zwei Tagen ausgespielt. Ein Spiel um Platz 3 fand nicht statt.

### Halbfinale
| 28. Dezember 2011 16:00 | JKH GKS Jastrzębie M. Urbanowicz (33:24) | 1:4 (0:3, 1:0, 0:1) Spielbericht | Aksam Unia Oświęcim M. Jakubik (3:59) M. Łopuski (13:33) R. Procházka (18:07) W. Wojtarowicz (59:56) | Arena Sanok, Sanok Zuschauer: 1.500 |

| 28. Dezember 2011 20:00 Uhr | Ciarko PBS Bank Sanok I. Kotaška (6:58) P. Mojžíš (23:05) P. Mojžíš (37:45) | 3:1 (1:1, 2:0, 0:0) Spielbericht | ComArch Cracovia A. Chmielewski (13.51) | Arena Sanok, Sanok Zuschauer: 4.500 |

### Finale
| 29. Dezember 2011 18:00 Uhr | Ciarko PBS Bank Sanok M. Vozdecký (23:00) M. Strzyżowski (24:14) Krzysztof Zapała (65:00) | 3:2 n. P. (0:0, 2:2, 0:0, 0:0, 1:0) Spielbericht | Aksam Unia Oświęcim P. Tabaček (31:26) W. Wojtarowicz (33:27) | Arena Sanok, Sanok Zuschauer: 4.500 |

## Auszeichnungen
Bester Torhüter des Turniers wurde Przemysław Odrobny vom Klub Hockejowy Sanok. Mit Miroslav Zaťko und Radek Procházka stellte Aksam Unia Oświęcim sowohl den besten Verteidiger als auch den besten Angreifer.